# نبرد دوم مارن
نبرد دوم مارن (انگلیسی: Second Battle of the Marne) آخرین حمله بزرگ آلمان در جبهه غربی در طول جنگ جهانی اول بود. این حمله زمانی شکست خورد که یک ضد حمله متفقین، به رهبری نیروهای فرانسوی و با پشتیبانی صدها تانک رنو اف‌تی، آلمانی‌ها را از جناح راستشان در هم کوبید و تلفات شدیدی به آنها وارد کرد. شکست آلمان آغاز پیشروی بی‌وقفه متفقین بود که حدود ۱۰۰ روز بعد به آتش‌بس با آلمان انجامید.
پس از شکست حمله بهاری آلمان برای پایان دادن به درگیری، اریش لودندورف، فرمانده کل نیروهای مسلح، معتقد بود که حمله از طریق فلاندر، پیروزی قاطعی را برای آلمان بر نیروی اعزامی بریتانیا به ارمغان خواهد آورد. لودندورف برای محافظت از نیات خود و دور کردن نیروهای متفقین از بلژیک، یک حمله انحرافی بزرگ در امتداد مارن را برنامه‌ریزی کرد.